# San Ildefonso (San Vicente)
San Ildefonso è un comune del dipartimento di San Vicente, in El Salvador.